# 스피닝 레코드

스피닝 레코드(Spinnin' Records)는 네덜란드의 음반사이다 힐베르쉼에서 설립. 1999년에 Eelko van Kooten, Roger de Graaf에 의해서 설립되었다. 2017년 9월, 워너 뮤직 그룹이 1억 달러를 지불하여 인수하였다.

## 장르
일렉트로 하우스, 프로그레시브 하우스, 딥 하우스, 빅 룸, 퓨처 하우스 장르의 EDM을 제작한다.

## 스피닝 산하 레이블
- Abzolut - 산하 레이블로 Koen Groeneveld (쿤 그로에네벨드)에 의해 설립되었다.
- AFTR:HRS - 산하 레이블로 티에스토에 의해 설립되었다.
- Cartel Recordings - 산하 레이블로 Kryder, Tom Staar에 의해 설립되었다.
- Doorn Records - 산하 레이블로 Sander van Doorn (샌더 반 둔)에 의해서 설립되었다.
- Dharma Worldwide - 산하 레이블로 KSHMR에 의해 설립되었다.
- Heldeep Records - 산하 레이블로 Oliver Heldens (올리버 헬던스)에 의해 설립되었다.
- 그 외

## 컴필레이션 앨범
| 앨범                    | 년도   | 아티스트        | 차트 기록 | 비고 |
| ----------------------- | ------ | --------------- | --------- | ---- |
| Spinnin' Records Vol.1  | 2012년 | Various Artists |           | -    |
| Spinnin' Records Vol.2  | 2012년 | Various Artists |           | -    |
| Spinnin' Records Vol.3  | 2012년 | Various Artists |           | -    |
| Spinnin' Records Vol.4  | 2013년 | Various Artists |           | -    |
| Spinnin' Records Vol.5  | 2013년 | Various Artists |           | -    |
| Spinnin' Records Vol.6  | 2013년 | Various Artists |           | -    |
| Spinnin' Records Vol.7  | 2013년 | Various Artists |           | -    |
| Spinnin' Records Vol.8  | 2014년 | Various Artists |           | -    |
| Spinnin' Records Vol.9  | 2014년 | Various Artists |           | -    |
| Spinnin' Records Vol.10 | 2014년 | Various Artists |           | -    |